# Politisk adel
Politisk adel (sammansättning av orden politik och adel) är ett pejorativt uttryck som syftar på den ledande kretsen av politiker inom det svenska etablissemanget.
Begreppet politisk adel har myntats av journalisten och författaren Anders Isaksson (1943–2009). Inför valrörelsen 2002 (och igen i reviderad och utökad upplaga inför valet 2006) kom Isaksson ut med boken Den politiska adeln med underrubriken politikens förvandling från uppdrag till yrke. Isaksson har i böcker och artiklar skildrat dels hur ledande positioner i partier påfallande ofta innehas av nära släktingar (ett fenomen som internationellt kallas politiska familjer och associeras till dynastier och oligarki), dels hur viktiga befattningar ofta tillsätts med personer som förefaller ha få meriter utöver personliga band till ledande politiker.
I svensk debatt förknippas nätverket av lojaliteter, tjänster och gentjänster främst med socialdemokratin, en effekt av att partiet har regerat under så många mandatperioder, och har varit totalt dominerande i vissa kommuner och landsting, men det finns också många kända politiska familjer på den borgerliga sidan.

## Politiskt tillsatta tjänstemän
Myndighetschefer utses i Sverige av regeringen, vilket bland annat Transparency International menar medför risker för korruption, exempelvis vänskapskorruption och nepotism. Särskilt tydligt blir detta då många av de som utses till myndighetschefer har någon form av politisk bakgrund. Sedan 1980-talets början har dock andelen myndighetschefer som har någon form av politisk bakgrund minskat, från över varannan till en knapp tredjedel 2010.
Journalisten Niklas Ekdal har skildrat hur politikerrollen har förvandlats från förtroendeuppdrag, baserat på ideologisk övertygelse, till födkrok och karriär:
"Därmed står mer på spel i valen än det gjorde förr, inte för väljarna men för de valda. På Per Albins tid kunde förloraren alltid gå tillbaka till sitt gamla yrke, sitt fackliga uppdrag eller sin gård. Numera försörjer politiken en hel klass av människor för vilka demokratin har blivit ett medel snarare än ett mål."
I Dagens Nyheter har han också skrivit:
"Den som är alltför angelägen om att sitta kvar vid köttgrytorna kan tänkas använda utnämningsmakt och allmänna medel för att främja egna intressen snarare än medborgarnas. I extremfallet kunde vi till exempel få en statsminister som kvittar politiska tjänster mot toppjobb, sprider extra mycket skattepengar omkring sig när det är valår, tillsätter en kompis som styrelseordförande i ett statligt monopolföretag där hans fru i egenskap av chef har guldkantade avtal som ingen i regeringen vågar ifrågasätta."